# Steve Birnbaum
Steve Birnbaum (Newport, 23 de janeiro de 1991), é um futebolista Norte-Americano que atua como zagueiro. Atualmente, joga pelo D.C. United.